# Inga bracteifera
Inga bracteifera är en ärtväxtart som beskrevs av Nelson A. Zamora och Terence Dale Pennington. Inga bracteifera ingår i släktet Inga och familjen ärtväxter. IUCN kategoriserar arten globalt som starkt hotad. Inga underarter finns listade i Catalogue of Life.